# ARV Almirante García (F-26)
La fregata venezuelana Almirante García è l'ultima di sei unità missilistiche della Classe Mariscal Sucre tipo Lupo che il Venezuela ordinò ai cantieri italiani nel 1975 e che costruite tra il 1976 e il 1979 entrarono in servizio tra il 1980 e il 1982. È intitolata a José María García (1789–1860) che combatté nella guerra d'indipendenza del Venezuela, raggiungendo il grado di ammiraglio.
La fregata Almirante García è stata costruita nel Cantiere navale di Riva Trigoso in Italia ed è entrata in servizio nella Armada Republica de Venezuela il 30 luglio 1982.

## Servizio
Nel corso degli anni ha partecipato ad importanti esercitazioni navali internazionali ed è stata protagonista dell'esercitazione multinazionale UNITAS.
Col cambio di nome della forza navale venezuelana, il prefisso dell'unità è diventato da ARV a AB (Armada Bolivariana).

## Galleria d'immagini

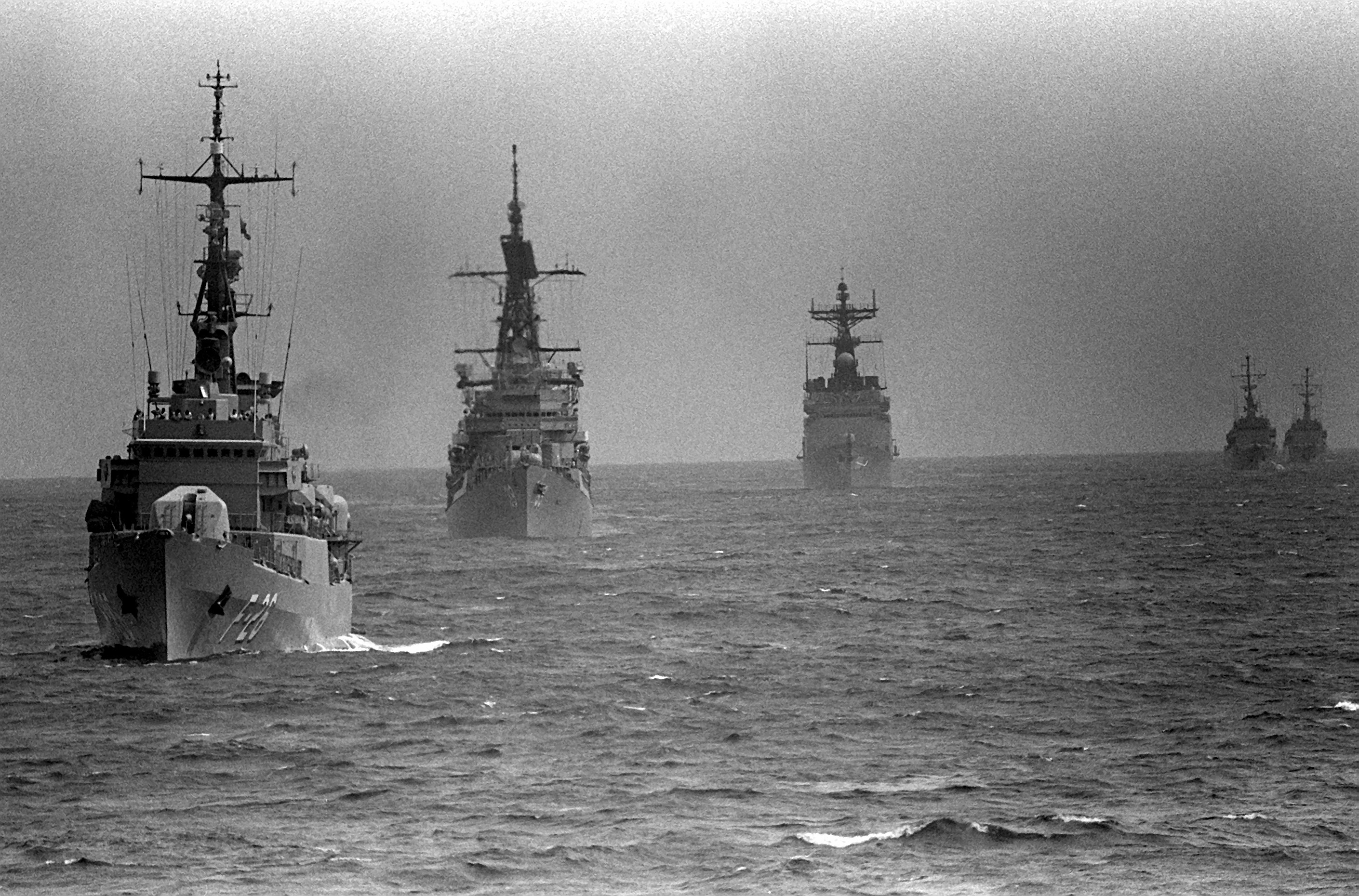
La fregata Almirante García nel 1984 impegnata nell'esercitazione UNITAS XXV
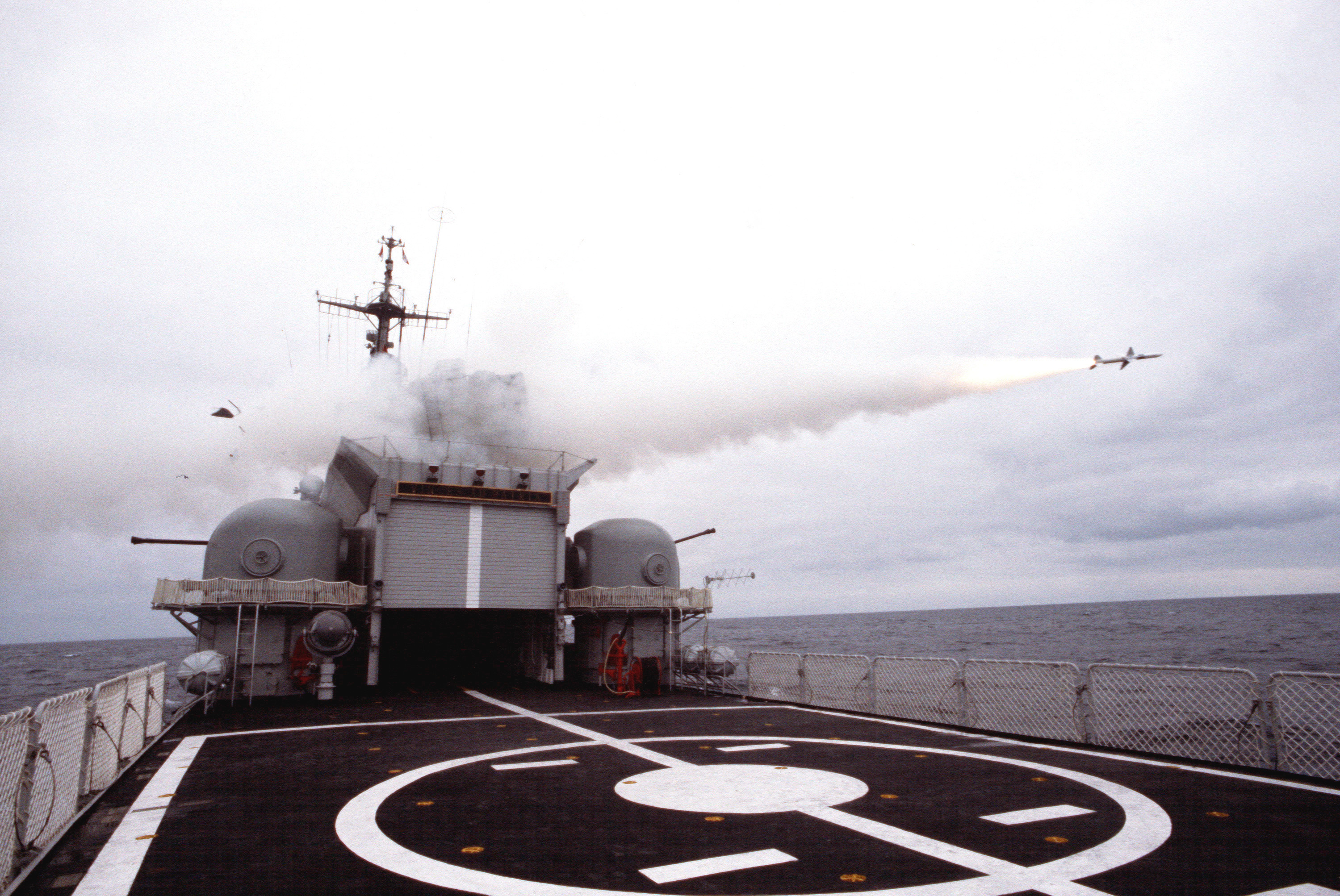
Il lancio di un missile Aspide dalla fregata Almirante García durante l'esercitazione UNITAS XXV